# أل ديفيس (لاعب كرة قدم أمريكية)
أل ديفيس (بالإنجليزية: Al Davis)‏ (و. 1929 – 2011 م) هو لاعب كرة قدم أمريكية، وشخصية أعمال أمريكي، ولد في بروكتون، توفي في بيدمونت، ألاميدا، كاليفورنيا، عن عمر يناهز 82 عاماً، بسبب قصور القلب.

## التعليم
تعلم في جامعة سيراكيوز، وتعلم في ثانوية صالة إيراسموس ‏، وتعلم في Wittenberg University ‏
.

## جوائز
حصل على جوائز منها:

قاعة مشاهير محترفي كرة القدم

## وصلات خارجية
- أل ديفيس على موقع IMDb (الإنجليزية)
- أل ديفيس على موقع الموسوعة البريطانية (الإنجليزية)
- أل ديفيس على موقع إن إن دي بي (الإنجليزية)

- أل ديفيس في قاعدة بيانات الأفلام على الإنترنت